# اورودیلاتین
اورودیلاتین (به انگلیسی: Urodilatin) یک ترکیب شیمیایی است.